# Doctora Minerva
Doctora Minerva (Minn-Erva) es un personaje ficticio que aparece en los cómics estadounidenses publicados por Marvel Comics. La Doctora Minerva es una genetista Kree. Ella era una enemiga del Capitán Marvel original y más tarde de Quasar. Se convirtió en la socia del Capitán Atlas en un miembro del súperequipo Kree Fuerza Estelar.
El personaje es interpretado por la actriz Gemma Chan en la película de Marvel Cinematic Universe, Capitana Marvel (2019).

## Historial de publicaciones
La Dra. Minerva apareció por primera vez en Capitán Marvel # 50 y fue creada por Scott Edelman y Al Milgrom. Fue presentada como una científica rebelde que quería aparearse con Mar-Vell para crear una nueva raza de Kree.
Reapareció dos décadas después como una villana en el cómic de Quasar, donde se reveló que ella y su amante At-lass habían ganado superpoderes. También fueron dos de los villanos en la historia de los Vengadores, Operación Tormenta Galáctica donde estaban en un equipo llamado Fuerza Estelar. Resurgió en la década de 2010 luchando contra Spider-Man y la Capitana Marvel, en ambos cómics se demostró que había ganado poderes para convertirse en un monstruo gigante.
La Doctora Minerva apareció a continuación en la historia de "Falling Star" del Capitana Marvel de 2019. Durante la historia, se revela que ella había creado al supervillano Star combinando ADN humano y Kree en un intento de crear supersoldados Kree.

## Biografía del personaje ficticio
Minn-Erva nació en Edelix, en el planeta Kree-Lar. Se convirtió en genetista y agente del Imperio Kree. Ella estaba estacionada en el crucero de ciencia Kree, Ananim. Ella orbitó la Tierra en la nave espacial, observando a Mar-Vell. Luego secuestró a Rick Jones, y atrajo a Mar-Vell a bordo de la nave. Ella le reveló a Mar-Vell su teoría de que los dos producirían una descendencia superior capaz de avanzar en el potencial evolutivo de la especie Kree. El jefe del consejo científico Phae-Dor le ordenó que abandonara su misión, pero se negó y fue dominada neurológicamente. Fue rescatada del crucero de ciencias destrozado por Mar-Vell. Más tarde se encontró con el científico Kree, Mac-Ronn y el dócil, Ronan el Acusador en una granja en el condado de Sullivan, Texas. Más tarde, ella observó a Ronan de revivir y escapar de la custodia.
La Doctora Minerva más tarde se hizo socio del Kree, Capitán Atlas, que sirve a bordo del crucero ligero Kree Ramatam. Ella de incógnito comisionó a A.I.M. para robar las bandas cuánticas de Quasar. Ella secuestró a Quasar y le reveló cómo fue transformada por el Psique-Magnetrón. Se reunió con el Capitán Atlas e intentó eliminar las bandas cuánticas de Quasar, pero en cambio fue desterrada de la Tierra.
La Doctora Minerva fue miembro de los Kree, Starforce, durante la guerra Kree / Shi'Ar.
Durante la historia de Spider-Verse, la Doctora Minerva contrata a un grupo de soldados humanos para asaltar un centro médico para robar un capullo Terrigenesis que contiene un bebé Inhumano. Mientras escapan, Minerva es atacada por Ms. Marvel y la pelea también llama la atención de Spider-Man. Mientras los dos superhéroes trabajan juntos para luchar contra ella, Minerva revela su plan de utilizar el material genético de capullos Terrigenesis para crear una nueva raza de Kree Supersoldados y muestra los primeros resultados de su trabajo transformándose en una criatura gigante para atacar a los héroes. Durante este tiempo, ella usó el villano Clash y algunas personas sin nombre como sus secuaces contratados. Más tarde se descubrió que la investigación de Minerva no está siendo sancionada por el Imperio Kree. La doctora Minerva se ve obligada a abandonar su plan cuando Spider-Man amenaza con informar a Kree-Lar de sus actividades ilegales mientras Clash se lleva a los otros secuaces al ver a Ms. Marvel con un bebé inhumano.
La Doctora Minerva regresó a la Tierra durante la historia de la Guerra Civil II. Carol Danvers, ahora actuando como Capitana Marvel y dirigiendo Alpha Flight, la enfrentó en una breve batalla en North Fork, California. El Capitán Marvel no pudo impedirle desencadenar un virus mutagénico en los habitantes de North Fork, que se transformaron en criaturas similares a crustáceos. El ataque había sido predicho por el Inhumano llamado Ulysses, y era una razón clave para que el Capitán Marvel apoyara el uso de sus visiones precognitivas como una herramienta para combatir el crimen. La doctora Minerva escapó pero fue rastreada hasta el sur de Boston, donde planeaba propagar una versión mejorada del virus a través de la ciudad natal del capitán Marvel. Capitán Marvel, Alpha Flight y The Ultimates pudieron detenerla, aunque sus experimentos genéticos le permitieron transformarse en un ser monstruoso. Fue arrestada y encarcelada por una facción amistosa de los Kree.

## Poderes y habilidades
Minn-Erva es miembro de la raza alienígena Kree, y también fue mutagéneamente alterada por el Kree Psyche-Magnetron, dándole fuerza y durabilidad sobrehumanas y el poder del vuelo a través de la manipulación consciente de los gravitones. La máquina es capaz de usar "energía nega" para diversos fines, y se estableció para replicar los poderes de Carol Danvers. Ella también posee facultades intuitivas intensificadas que le permiten adivinar correctamente significativamente más que el azar.
Minn-Erva también es una genetista dotada, y es graduada de la Academia de Ciencias de Kree, Vartanos, Kree-Lar. Ella también tiene la capacidad de pilotar varias naves estelares Kree y la habilidad de operar la alta tecnología del Kree.

## Otras versiones
Aparece una versión de la Doctora Minerva en What If?, los Vengadores perdieron la Guerra Kree-Shi'ar.

## En otros medios

### Televisión
La Doctora Minerva aparece en el episodio de la tercera temporada de Guardianes de la Galaxia, "Gotta Get Outta Place", con la voz de Marion Ross. Esta versión es una anciana Kree que es la guardiana y terapeuta de la prisión del Monumento de Justicia Kree.

### Película
Gemma Chan ha sido seleccionada como Minn-Erva en la película de 2019, Capitana Marvel, ambientada en Marvel Cinematic Universe. Esta versión es un miembro del equipo Fuerza Estelar de Yon-Rogg que opera como una francotiradora y tiene una fuerte animosidad hacia su compañera Carol Danvers. Después de que esta última termina en la Tierra, Minn-Erva acompaña a la Fuerza Estelar al planeta para rescatarla, donde descubren a un grupo de refugiados Skrull e intentan matarlos. Habiendo descubierto la verdad de la guerra Kree con los Skrulls, Danvers lucha contra el resto de la Fuerza Estelar mientras Minn-Erva es derribada por María Rambeau.

### Videojuegos
- Doctora Minerva es un personaje jugable en el juego de arcade de 1995 Avengers in Galactic Storm.[22]
- Minerva aparece en los juegos móviles Marvel Future Fight y Marvel Strike Force.[23]